# You for Me (песня)
«You for Me» — песня британскооо диджея Sigala и британской певицы Риты Оры. Она была выпущена 2 июля 2021 года лейблами Ministry of Sound и B1 Recordings.

## Участники записи
- Sigala – композитор, продюсер
- Рита Ора – вокал, композиция
- Александр Кук – композитор
- Шарлотта Эмма Эйтчисон – композитор
- Финн Кинн – композитор
- Йоаким Ярл – композитор
- Мэдисон Лав – композитор
- Jarly – продюсер
- Нив Эпплбаум – продюсер
- Дэйв Катч – мастеринг-инженер
- Марк Ральф – инженер-микшер
- Лиам Куинн – звукорежиссёр, вокальный инженер
- Дипеш Пармар – монтаж, аранжировка
- Кэмерон Говер Пул – вокальное производство
- Милли Макгрегор – скрипка

## Чарты

### Недельные чарты
| Чарт (2021)                                | Высшая позиция |
| ------------------------------------------ | -------------- |
| Croatia (HRT)                              | 27             |
| Чехия (Rádio — Top 100)                    | 27             |
| Ireland (IRMA)                             | 23             |
| New Zealand Hot Singles (RMNZ)             | 13             |
| Польша (Polish Airplay Top 100)            | 20             |
| Sweden Heatseeker (Sverigetopplistan)      | 4              |
| Великобритания (OCC UK Singles)            | 23             |
| Великобритания (OCC UK Dance)              | 8              |
| США (Billboard Hot Dance/Electronic Songs) | 17             |

### Годовые чарты
| Чарт (2021)                               | Позиция |
| ----------------------------------------- | ------- |
| Croatia (ARC Top 100)                     | 92      |
| US Hot Dance/Electronic Songs (Billboard) | 60      |

## Сертификации
| Регион                                                                      | Сертификация | Продажи |
| --------------------------------------------------------------------------- | ------------ | ------- |
| Канада (Music Canada)                                                       | Золотой      | 40 000  |
| Великобритания (BPI)                                                        | Серебряный   | 200 000 |
| Данные о продажах + прослушиваниях приведены только на основе сертификации. |              |         |

## Внешние ссылки
- Лирик видео на YouTube